# هری استفورد

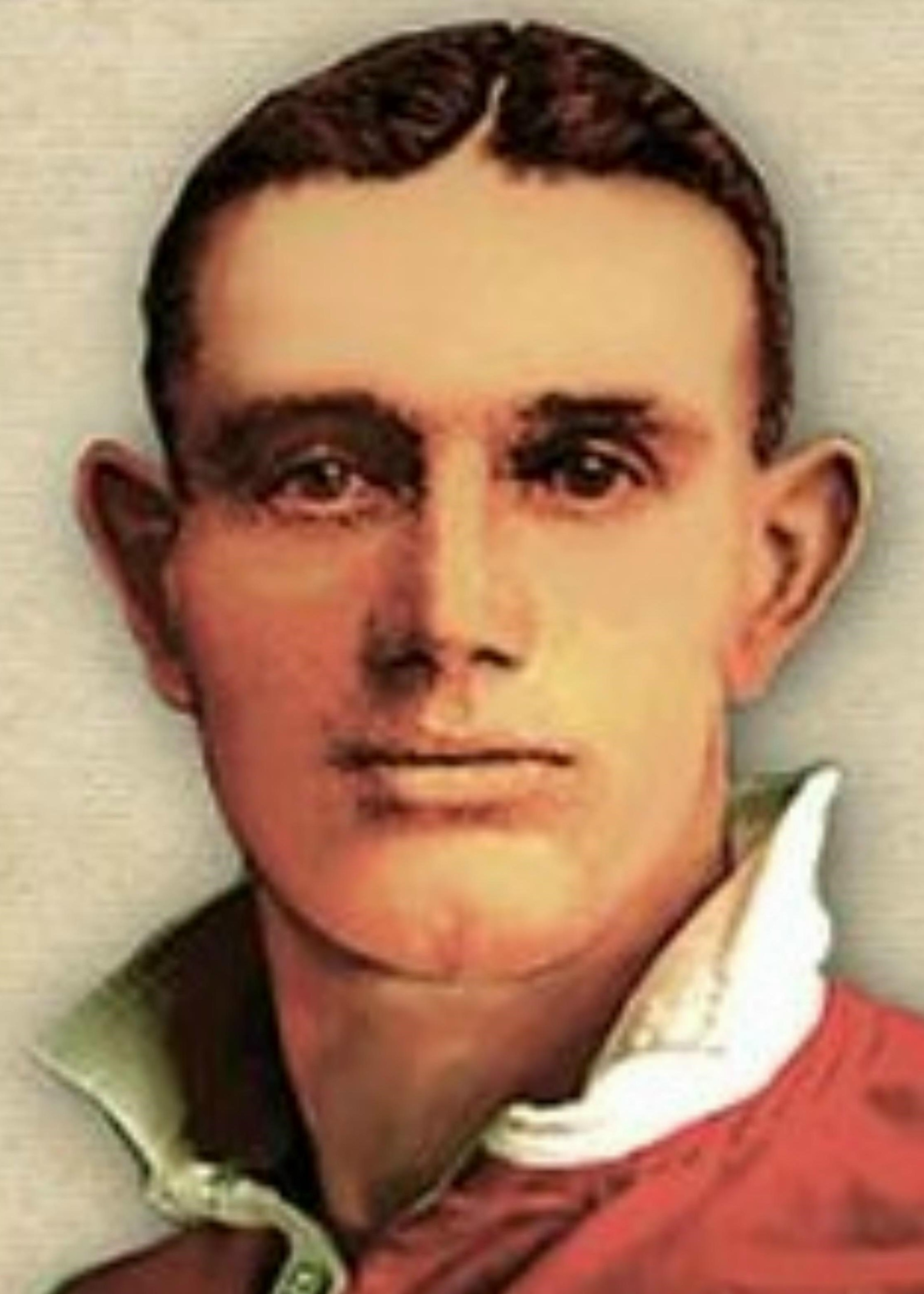
هری استفورد

هری استفورد (به انگلیسی: Harry Stafford) (زاده ۱۸۶۹) بازیکن فوتبال انگلیسی بود.او در سال ۱۸۹۶ از باشگاه فوتبال الکساندرا به نیوتون هیث پیوست که این باشگاه بعدها نامش به منچستر یونایتد تغییر یافت.او در سال ۱۹۰۲ در حالی که باشگاه در آستانه‌ی ورشکستگی بود، موفق شد تا جان هنری دیویس را راضی کند تا در باشگاه سرمایه‌گذاری کند.
او در سال ۱۸۹۶ کاپیتان تیم شد و در سال ۱۹۰۳ از دنیای فوتبال خداحافظی کرد. او ابتدا در ولز و بعد در کانادا هتل تأسیس کرد و به مدیریت آن‌ها پرداخت.
پسر وی، هری استفورد جونیور که در ۱۷ دسامبر ۱۹۸۸ در سال ۸۷ سالگی از دنیا رفت، در سال ۲۰۰۲ به عنوان یکی از قربانیان احتمالی هارولد شیپمن معرفی شد.